# Медицинский совет Министерства внутренних дел Российской империи
Медицинский совет МВД — создан в 1803 году при Департаменте полиции Министерства внутренних дел для усовершенствования медицинской науки и практики, а также для контроля за деятельностью медицинских и фармацевтических учреждений Российской империи. В 1810 году передан в Министерство народного просвещения. В 1811-22 годах существовало два Медицинских совета: при Министерстве полиции (с 1819 года при Министерстве внутренних дел) и при Министерстве народного просвещения. С 1822 года — только при Министерстве внутренних дел.
Медицинский совет представлял собой коллегиальный совещательный орган. Декан избирался на 3 года из числа членов совета. С 1836 года председатель и действительные члены утверждались повелением императора по представлению министра внутренних дел из «снискавших своими действиями всеобщее уважение» учёных — экспертов в вопросах, требующих специальных медицинских знаний.
Непременные члены совета, назначаемые по должности: Директора Медицинских департаментов МВД и Военного министерства; Генерал-штаб-доктор флота и президент Медико-хирургической академии. Почетных членов избирал совет и утверждал министр внутренних дел.
Решения по всем вопросам в совете принимались большинством голосов и утверждались министром внутренних дел. До 1842 года совет имел исключительное право удостаивать врачей высших учёных степеней без испытаний. с 1870 года при нём состояли два депутата от Петербургского фармацевтического общества. С 1875 года — чиновник от Министерства народного просвещения; с 1886 года — чиновник от Министерства финансов. С 1898 года при совете работала лаборатория для производства судебно-медицинских и научных исследований. Упразднён в марте 1918 года.
Деканы:
- Г. В. Аш (1805—1807);
- Е. К. Валериан (1809—1810);

Председатели:
- А. У. Болотников (1811—1828);
- Ф. И. Энгель (1828—1831);
- В. И. Болгарский (1831—1841);
- М. А. Маркус (1841—1864);
- В. В. Пеликан (1865—1873);
- Е. В. Пеликан (1873—1884);
- Н. Ф. Здекауэр (1884—1889);
- В. В. Пашутин (1889—1901);
- В. С. Кудрин (1901; исполняющий обязанности);
- Л. Ф. Рогозин (1902—1908);
- Г. Е. Рейн (1908—1914);
- В. Н. Сиротин (1915—1917).